# Premisse (scenarioterm)
Een premisse is de eerste fase in de ontwikkeling van een scenario voor een fictiefilm. Elk verhaal begint met een origineel idee, en door dat idee bondig en helder te formuleren alvorens het eigenlijke schrijfproces begint, vergroot dit de kans op een goed scenario. Mogelijk gaat de scenarist al in deze fase praten met een producent of regisseur. In een zogenaamd 'intake gesprek' of 'pitch' probeert hij de betrokkenen warm te maken voor zijn idee, maar meestal wordt gewacht tot de fase van de synopsis of het treatment.

## Belang van de premisse
Docenten benadrukken het belang van de premisse, omdat beginnende scenaristen soms geen idee hebben waar ze naartoe willen met hun verhaal en gewoon vertrekken vanuit een personage of een gebeurtenis. Het risico is daardoor groot dat het verhaal nergens naar leidt of te gefragmenteerd wordt doordat niet duidelijk voor een verhaallijn wordt gekozen. Het is te vergelijken met het in de auto springen en beginnen te rijden zonder dat men een idee heeft waar men terechtkomt. Dat kan avontuurlijk zijn, maar in de praktijk werkt het zelden voor een scenario.
De premisse is een korte zin, waarin de scenarist zo scherp mogelijk formuleert waar het over gaat. Doordat hij of zij van in het begin een beslissing neemt over wat het onderwerp is, wordt het ook gemakkelijker om geschikt materiaal bijeen te zoeken tijdens de research, en om hoofd- van bijzaken te onderscheiden.

## Methode en voorbeelden
Een methode, aangeraden door Lajos Egri in zijn handboek The Art of Dramatic Writing is de volgende:
- Construeer een korte zin die bestaat uit drie delen: het eerste gedeelte verwijst naar karakter of een status quo-situatie; het tweede naar een conflict; het derde geeft de conclusie aan.

Enkele voorbeelden uit toneelstukken en films:
- "Eerzucht leidt tot zelfvernietiging" (Macbeth)
- "Blind vertrouwen leidt tot destructie" (King Lear)

Een vraag kan ook inspirerend werken en dienstdoen als premisse:
- "Wat gebeurt er als een upper-class meisje verliefd wordt op een zwarte jongen?" (Guess Who's Coming to Dinner)
- "Wat als een meisje een kind krijgt en de vader is de duivel?" (Rosemary's Baby)

Een eenvoudig trucje om een goede premisse te vinden voor een scenario is het idee toetsen aan de vraag:
Wie wil wat en waarom kan hij dat niet?
Dan heeft men meteen de protagonist, zijn dramatisch doel en mogelijke obstakels (een antagonist bijvoorbeeld) te pakken.